# Ź
Ź (ziet) – trzydziesta pierwsza litera alfabetu polskiego służąca do zapisu spółgłoski szczelinowej. Używana także w alfabecie łacińskim języka czarnogórskiego, w białoruskiej łacince, języku dolnołużyckim i wilamowskim. W języku polskim jest najczęściej przypisana spółgłosce [ʑ].

## Kodowanie
| Litera                 | Ź                                 | Ź                                 | ź                               | ź                               |
| ---------------------- | --------------------------------- | --------------------------------- | ------------------------------- | ------------------------------- |
| Nazwa w Unikodzie      | LATIN CAPITAL LETTER Z WITH ACUTE | LATIN CAPITAL LETTER Z WITH ACUTE | LATIN SMALL LETTER Z WITH ACUTE | LATIN SMALL LETTER Z WITH ACUTE |
| Kodowanie              | dziesiętnie                       | szesnastkowo                      | dziesiętnie                     | szesnastkowo                    |
| Unikod                 | 377                               | U+0179                            | 378                             | U+017A                          |
| UTF-8                  | 197 185                           | C5 B9                             | 197 186                         | C5 BA                           |
| Odwołania znakowe SGML | &#377;                            | &#x179;                           | &#378;                          | &#x17A;                         |
| Źródło:                |                                   |                                   |                                 |                                 |